# 华夏学宫
华夏学宫（原名：华夏传统文化专修学校），是一所民办非学历教育机构，位于江苏徐州，成立于1998年8月，主要从事“中国传统文化教育”。 学校开设有全日制的小学、初中、高中课程以及暑期班，但无法颁发国家认可的毕业证书，毕业生不能参加高考。该校原址位于徐州市文化产业园内，后于2018年8月份迁至铜山区吕梁风景区悬水湖东北岸的新校区。 华夏学宫一期建设被列为2017年徐州城建重点工程。

## 事件
2019年1月21日公开的一段访谈节目中，歌手孙楠的妻子潘蔚透露自己将女儿送到徐州华夏学宫女德班学习。其中，关于女德、女红的教学内容引起争议，被认为是教授“伪国学”。徐州市教育局表示，孙楠孩子就读的华夏学宫无办学历教育的资质，并介入调查。
徐州市铜山区教育局工作人员表示，该校于7月被关停，目前正进行资产清查等工作。